# Religião na República Centro-Africana

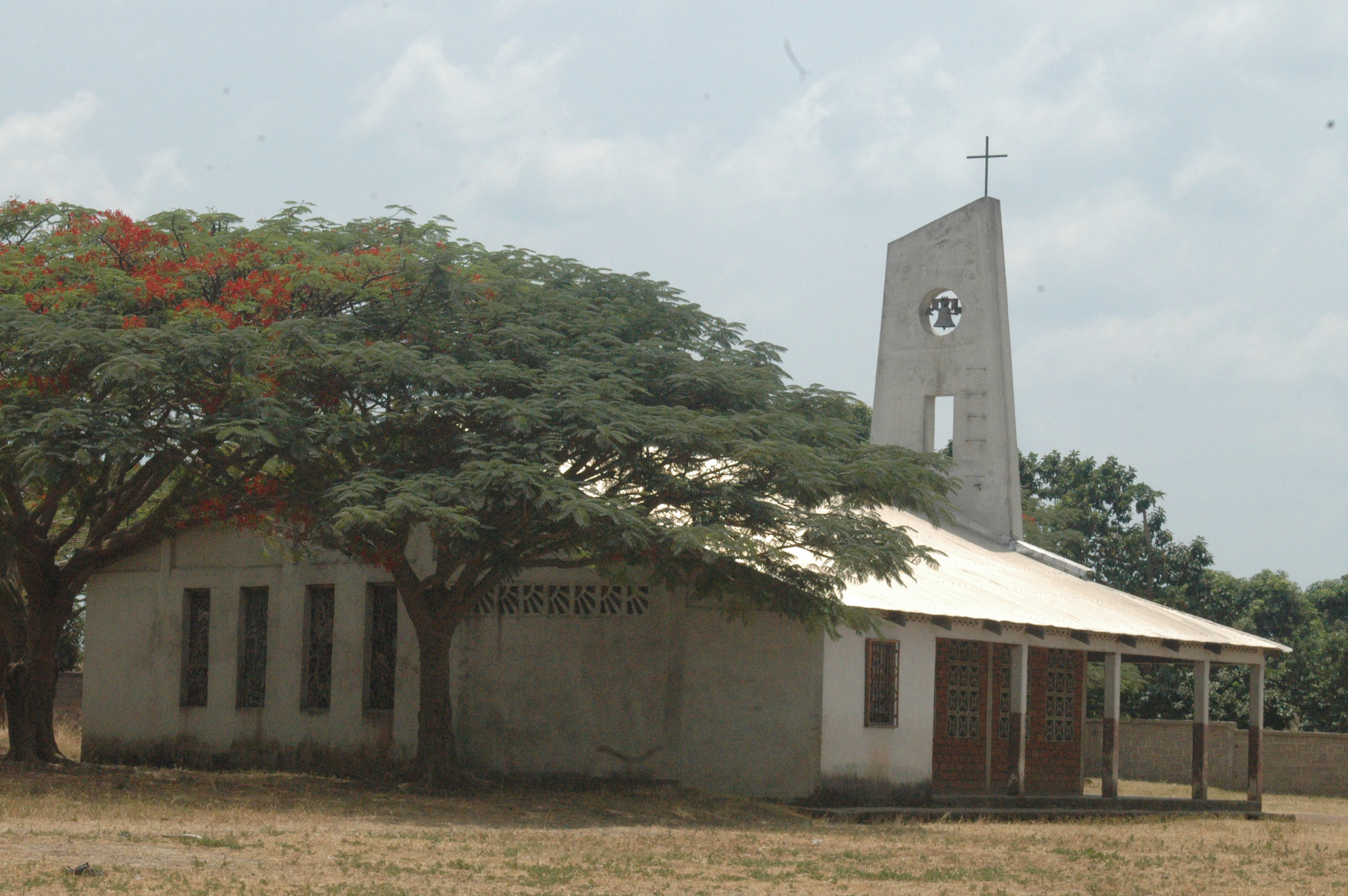
Uma igreja cristã na República Centro-Africana.

Embora cerca de 50% da população da República Centro-Africana siga o Cristianismo, a maioria desses seguidores incorporam elementos das religiões tradicionais africanas em práticas da sua fé.

## Demografia religiosa
Os católicos romanos e as missões protestantes estão espalhados por todo o território. O Islão é praticado principalmente no norte. Cerca de 25 por cento da população é protestante, outros 25 por cento são católicos romanos, e 15 por cento são muçulmanos. Crenças indígenas tradicionais são praticadas por cerca de 35 por cento da população como um sistema de crença primária ou exclusiva. Grupos missionários no país incluem luteranos, batistas, mórmons e as Testemunhas de Jeová.

## A liberdade religiosa
A Constituição (suspensa desde 2003) prevê a liberdade de religião enquanto proibindo certas formas de fundamentalismo religioso. Esta proibição é considerada geralmente direcionada aos fundamentalistas muçulmanos. Feriados cristãos são celebrados como feriados nacionais. Todos os grupos religiosos devem ser registrados por meio do Ministério do Interior. A Igreja da Unificação foi proibida desde meados da década de 1980. A prática de feitiçaria é considerada uma ofensa criminal, no entanto, a ação penal é geralmente feita apenas em conjunto com outras atividades criminosas, tais como homicídio.